# Thale Rushfeldt Deila
Thale Rushfeldt Deila (* 15. Januar 2000 in Skien, Norwegen) ist eine norwegische Handballspielerin, die beim dänischen Erstligisten Odense Håndbold spielt.

## Karriere

### Im Verein
Thale Rushfeldt Deila spielte in ihrer Jugend neben Handball auch Fußball. Das Handballspielen erlernte sie bei Reistad IL, für den auch ihre Zwillingsschwester Live Rushfeldt Deila auflief. Anschließend wechselte sie zu Glassverket IF. Dort gab die Rückraumspielerin am 8. Februar 2017 ihr Erstligadebüt gegen Gjerpen IF. Nach der Saison 2017/18, in der Deila insgesamt 96 Treffer für Glassverket erzielt hatte, wechselte sie zum Ligakonkurrenten Fredrikstad BK. Sie lief drei Spielzeiten für Fredrikstad BK auf. Anschließend unterschrieb sie einen Vertrag bei Molde HK. Zur Saison 2023/24 wechselte sie zum dänischen Erstligisten Odense Håndbold. Mit Odense Håndbold gewann sie 2025 die dänische Meisterschaft.

### In Auswahlmannschaften
Thale Rushfeldt Deila bestritt 34 Länderspiele für die norwegische Jugendauswahl, in denen sie 110 Tore warf. Mit dieser Mannschaft gewann sie bei der U-17-Europameisterschaft 2017 die Silbermedaille. Im darauffolgenden Jahr gehörte sie dem norwegischen Aufgebot bei der U-18-Weltmeisterschaft 2018 an. Anschließend lief sie fünf Mal für die norwegische Juniorinnenauswahl auf. Am 8. Oktober 2021 lief Deila erstmals für die norwegische B-Nationalmannschaft auf, für die sie bislang vier Partien bestritt. Am 21. April 2022 gab sie ihr Debüt für die norwegische Nationalmannschaft. Bei der Europameisterschaft 2022 gewann sie mit Norwegen den Titel. Deila steuerte zwei Treffer zum Erfolg bei. Im folgenden Jahr errang sie die Silbermedaille bei der Weltmeisterschaft, bei der sie elf Tore warf. Bei den Olympischen Spielen in Paris gewann sie die Goldmedaille. Im selben Jahr gewann sie einen weiteren Titel bei der Europameisterschaft.

## Sonstiges
Ihr Vater Ronny Deila spielte Fußball und ist gegenwärtig als Fußballtrainer tätig. Ihr Onkel Sigurd Rushfeldt gehörte dem Kader der norwegischen Fußballnationalmannschaft an.